# Grand Golliat (masyw)
Grand Golliat (wł. Grand Golliaz) – najbardziej wysunięty na zachód masyw w grzbiecie głównym Alp Pennińskich. Znajduje się na granicy między Szwajcarią (kanton Valais) a Włochami (region Dolina Aosty). Od masywu Mont Blanc oddziela go przełęcz Col du Grand Ferret. Od wschodu graniczy przez Wielką Przełęcz Św. Bernarda z masywem Mont Velàn, a na południu, przez przełęcz Malatra, z bocznym masywem Grande Rochère.
Na północ od masywu znajdują się doliny szwajcarskie Val Ferret i Val d’Entremont, a na południe doliny włoskie Val Ferret i Valle del Gran San Bernardo.
Najwyższym szczytem masywu jest Grand Golliat (3238 m).

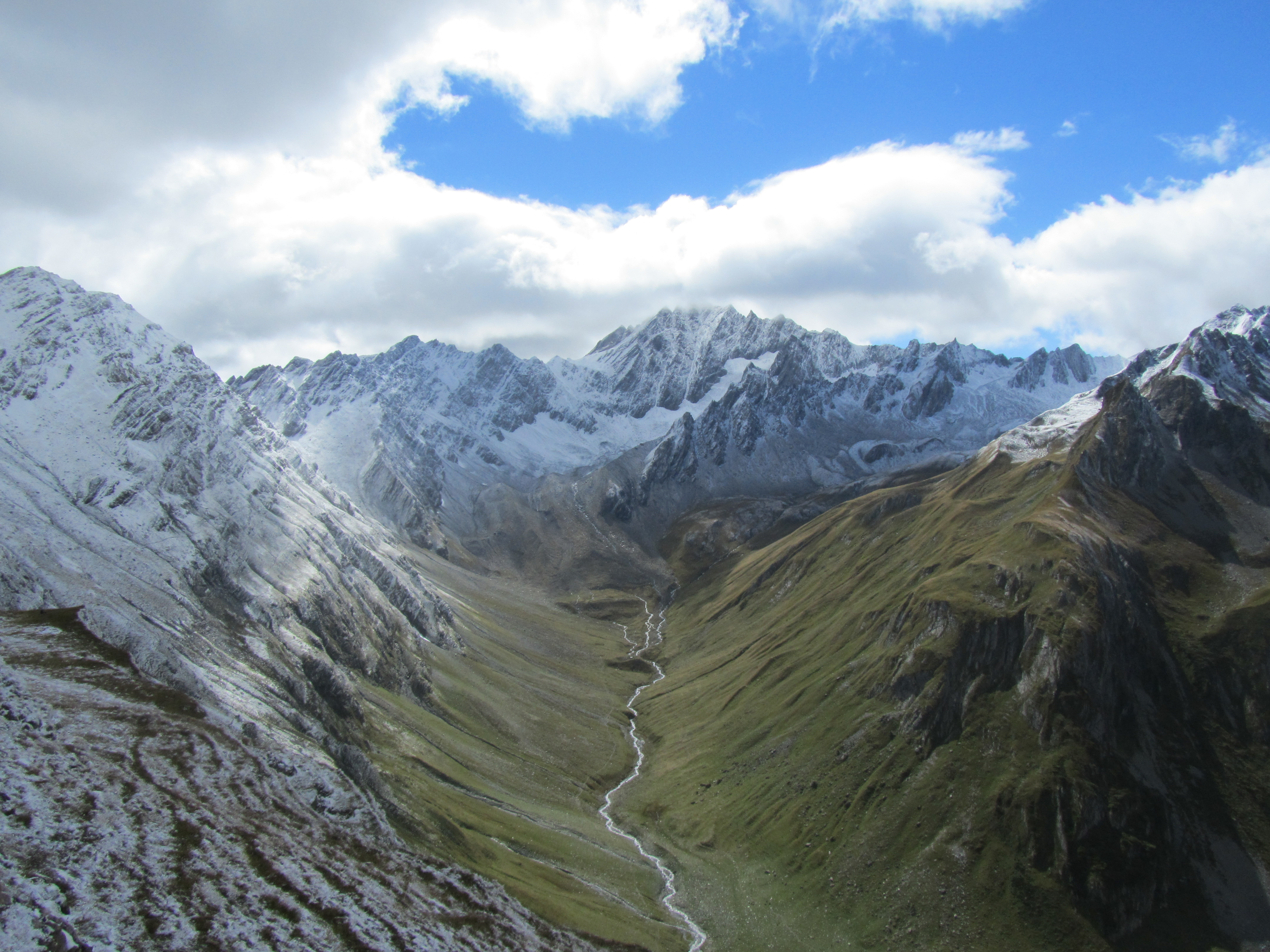
Masyw z północno-wschodniej strony (znad jeziora Lacs de Fenêtre)

Inne ważniejsze szczyty:
Aiguille des Angroniettes (2841 m)
Aiguille de Leisasse (3015 m)
Petit Golliat (3224 m)
Mont de Bellecombe (3084 m)
Mont Tapie (3014 m)
Pointe de Drone (2949 m)